# FC Ulytau
El FC Ulytau es un equipo de fútbol de Kazajistán que juega en la Super Liga de Kazajistán, la primera categoría de fútbol en el país.

## Historia
Fue fundado en el año 1967 en la ciudad de Zhezkazgan con el nombre Yenbek, y desde ahí tuvieron varios cambios de nombre, los cuales fueron:
- 1967-75 : Yenbek
- 1975-80 : Gornyak
- 1980-91 : Dzhezkazganets
- 1991-92 : Metallurg
- 1992-97 : Metallist
- 1997 : Ulytau
- 2022-hoy : Ulytau

Durante la época soviética, el club logró ganar un título de la liga de fútbol y de la copa local en 1971, pero al llegar la independencia de Kazajistán tras la caída de la Unión Soviética las cosas fueron diferentes para la institución, ya que nunca pudieron llegar a jugar en la Super Liga de Kazajistán y estuvieron vagado entre la segunda y tercera categoría hasta que el club desaparece en 1997 por problemas financieros y estructurales.
Sin embargo el club regresaría para jugar la Primera División terminando subcampeón en la temporada 2024 para ascender a la Liga Premier de Kazajistán, la máxima liga del país.

## Palmarés
- Liga Soviética de Kazajistán: 1

1971
- Copa Soviética de Kazajistán: 1

1971